# Euchromia cincta
Euchromia cincta är en fjärilsart som beskrevs av Xavier Montrouzier 1864. Euchromia cincta ingår i släktet Euchromia och familjen björnspinnare. Inga underarter finns listade i Catalogue of Life.